# Mahmud Shah III di Johor
Paduka Sri al-Wakil al-Imam Sultan Mahmud Ri'ayat Shah Zilu'llah fil'Alam Khalifat ul-Muminin ibni al-Marhum Sultan 'Abdu'l Jalil Shah (24 marzo 1756 – Bukit Chengah, 12 gennaio 1811) è stato sultano di Johor dal 1770 al 1811.

## Primi anni di vita
Mahmud Shah III di Johor nacque il 24 marzo 1756 ed era il figlio minore del sultano Abdul Jalil Muazzam Shah e della sua seconda moglie, Tengku Puteh binti Daeng Chelak. Per mantenere il loro controllo di fatto sul sultanato di Johor, i bugis continuarono a installare governanti fantoccio sul trono. Tra di essi vi fu Mahmud Shah III, che ascese al trono alla morte del fratello maggiore Ahmad Riayat Shah nel 1770.

## Trattato con gli olandesi
Durante la prima parte del suo regno, l'ufficio di Yamtuan Muda era occupato dal potente capo bugis Daeng Kemboja. Mahmud Shah III raggiunse la maggiore età nel momento in cui la rivalità commerciale tra i bugis e gli olandesi si andava intensificando. Il sultano sfruttò la rivalità per concludere un trattato di protezione con la Compagnia olandese delle Indie orientali a bordo della Utrecht il 10 novembre 1784 che gli riconobbe l'appellativo di "Principe serenissimo" (Doorlugtigen Vorst).
Il trattato pose fine al dominio dei bugis sulla carica di Yamtuan Muda e vietò agli appartenenti a questo popolo di occupare cariche di governo nel sultanato di Johor. Chiese anche l'espulsione di tutti i bugis non nati o cresciuti a Riau. Inoltre, il trattato permise agli olandesi di nominare un residente nel regno. Poco dopo Mahmud Shah III si ritirò nel Pahang. Presto scoppiò un conflitto tra gli olandesi e i bugis. Le ostilità tra le due potenze continuarono fino al 1795, quando gli olandesi finalmente riuscirono a spodestare il capo bugis Raja Ali da Riau, permettendo a Mahmud Shah III di ritornare nella sua capitale.

## Ritorno del predominio bugis
Lo stesso anno, però la Repubblica delle Sette Province Unite fu occupata dai francesi. Gli olandesi permisero quindi agli inglesi di prendere temporaneamente possesso dei loro territori nel mondo malese per evitare che finissero in mano alla Francia rivoluzionaria. Ciò permise a Raja Ali di tornare alla rimonta. Dopo che i bugis spodestarono il malese Yamtuan Muda, Tengku Muda di Johor, Mahmud Shah III non ebbe altra scelta che accettare il ritorno di Raja Ali nel 1803. Al fine di placare sia i bugis che Tengku Muda, il sultano fece sposare suo figlio, Tengku Hussein, con la figlia di Tengku Muda, mentre l'altro figlio, Tengku Juma'at 'Abdu'l Rahman, venne dato in custodia a Raja Ali. Per mantenere la sua distanza dai bugis, Mahmud Shah III stabilì la sua capitale a Daik, nell'isola di Lingga.

## Dissoluzione dell'impero
Con l'avvento del XIX secolo, l'impero Johor-Pahang-Riau-Lingga cominciò a sfaldarsi. Risiedendo a Lingga, Mahmud Shah III esercitava ben poco potere sul resto del suo impero. Ciò permise l'emergere di una serie di potenti capi della sua stessa famiglia, come ad esempio il temenggong Abdul Rahman (pronipote di Abdul Jalil Shah IV e cugino di secondo grado di Mahmud Shah III) e Tun Abdul Majid (nipote di Abdul Jalil Shah IV e pure lui cugino di primo grado di Mahmud Shah III). Installatosi nel 1806, quest'ultimo aveva il controllo de facto sulla parte di Johor nella terraferma, su Singapore e sulle isole Riau. Contemporaneamente nel Pahang, il bendahara Tun Abdul Majid divenne sempre più indipendente e cominciò a usare il titolo di Raja Bendahara (Re gran visir) del dominio, essendosi indebolimento il controllo dalla capitale.
Successivamente le parti costituenti dell'impero divennero sempre più autonome e l'unità culturale, che fino ad allora esisteva tra la penisola malese e le isole Riau-Lingga, andò persa.

## Morte
Mahmud Shah III morì a Fort Tanna a Bukit Chengah il 12 gennaio 1811 e fu sepolto nel Masjid Jamie' di Daik senza aver nominato un successore pur avendo avuto figli, due maschi e due femmine.
Con la sua morte sorse una controversia di successione tra i suoi figli, che si concluse quando i bugis sequestrarono il trono per Abdul Rahman e lo proclamarono a Riau nuovo sultano.